# Stenochironomus okialbus
Stenochironomus okialbus är en tvåvingeart som beskrevs av Sasa 1990. Stenochironomus okialbus ingår i släktet Stenochironomus och familjen fjädermyggor. Inga underarter finns listade i Catalogue of Life.